# Lista de bairros de Maringá
Esta é uma lista de bairros de Maringá, estado do Paraná. 
| Bairro                     | Loteamentos/Subdivisões | Região                    |
| -------------------------- | --- | ------------------------- |
| Zona 01                    | Novo Centro e Centro. | Zona Central              |
| Zona 02                    | Zona 02. | Zona Central              |
| Zona 03 - Vila Operária    | Zona 03 - Vila Operária. | Zona Central              |
| Zona 04                    | Zona 04. | Zona Central              |
| Zona 05                    | Conjunto Itamaraty, Maringá Velho e Zona 05. | Zona Central              |
| Zona 06                    | Central Parque, Conjunto Planalto e Zona 06. | Zona Central              |
| Zona 07                    | Jardim Acema, Jardim Ipiranga, Jardim Universitário e Zona 07. | Zona Central e Zona Norte |
| Zona 08 - Bairro Aeroporto | Condomínio Deltaville I, Condomínio Deltaville II, Condomínio dos Nobres, Condomínio Nashville, Condomínio Paços D'Arcos, Condomínio Petit Village, Jardim Santa Rita, Jardim Vila Rica, Vila Christino e Zona 08. | Zona Leste                |
| Zona 09                    | Zona 09. | Zona Central              |
| Zona 10                    | Zona 10. | Zona Central              |
| Aclimação                  | Condomínio Parthenon, Condomínio Quinta da Torre, Condomínio Saint Etienne, Condomínio Versailles e Jardim Aclimação. | Zona Leste                |
| Alamar                     | Chácara Aeroporto, Condomínio Céu Azul, Condomínio Vale Verde, Jardim Alamar e Jardim Laodicéia. | Zona Sul                  |
| Alvorada                   | Chácaras Alvorada, Conjunto Rodolpho Bernardi, Jardim Alvorada I, II e III, Jardim Novo Alvorada, Jardim Santa Clara e Loteamento Ebenezer I e II. | Zona Norte                |
| Andrade                    | Condomínio Andrade e Jardim Andrade. | Zona Norte                |
| Bertioga                   | Conjunto Del Plata, Conjunto Sanenge III, Jardim Bertioga e Parque Aeroporto I, II e III. | Zona Leste                |
| Bom Jardim                 | Loteamento Bom Jardim. | Zona Leste                |
| Borba Gato                 | Conjunto Habitacional Inocente Villanova Júnior (Borba Gato), Jardim Santa Rosa e Jardim Veredas I e II. | Zona Sul                  |
| Campos Elíseos             | Conjunto Champagnat, Conjunto Itaparica, Conjunto Paulino Carlos Filho, Jardim Campos Eliseos, Jardim Piatã, Loteamento Batel e Loteamento Grajaú. | Zona Norte                |
| Cidade Alta                | Conjunto Cidade Alta I e II, Conjunto João de Barro Cidade Alta I e II, Conjunto João de Barro Cidade Canção, Jardim Paraíso e Loteamento Madrid. | Zona Leste                |
| Cidade Monções             | Cidade Monções, Condomínio Morada de Florença, Condomínio Portal de Segóvia, Condomínio Portal de Sevilha, Jardim Bela Vista e Jardim Betty. | Zona Sul                  |
| Colina Verde               | Jardim Colina Verde I e II | Zona Norte                |
| Dias                       | Jardim Dias I e II e Jardim Licce. | Zona Norte                |
| Grevíleas                  | Jardim Kakogawa e Parque das Grevíleas I, II e III. | Zona Norte                |
| Guaporé                    | Condomínio Betel, Condomínio Buona Vitta, Condomínio Ingaville, Condomínio Karrapicho, Condomínio Maanaim, Condomínio Parresh, Condomínio Via Castelli, Condomínio Village, Jardim das Nações, Jardim Gabriela, Jardim Guaporé, Jardim San Remo e Parque Rio Branco. | Zona Sul                  |
| Hermann Moraes de Barros   | Conjunto Copacabana, Conjunto Hermann Moraes de Barros, Jardim Copacabana, Jardim Quebec, Jardim Vitória, Parque das Bandeiras e Parque das Palmeiras. | Zona Norte                |
| Hortência                  | Conjunto Sanenge I, Conjunto João de Barro Thaís, Jardim Califórnia, Jardim Continental, Jardim dos Pássaros, Jardim Everest, Jardim Noroeste, Jardim Santa Cruz, Parque Andréia e Parque Hortência I e II. | Zona Oeste                |
| Iguaçu                     | Conjunto Ferroviários, Jardim Alzira, Jardim Iguaçu e Jardim Verônica. | Zona Sul                  |
| Imperial                   | Condomínio Imperial, Jardim do Sol, Jardim Imperial I, Jardim Imperial II e Parque Residencial Cidade Nova. | Zona Norte                |
| Indaiá                     | Jardim do Carmo, Jardim Indaiá, Jardim Montreal e Jardim São Miguel I e II. | Zona Oeste                |
| Ipanema                    | Condomínio Everest, Condomínio Renaiscense, Jardim Arpoador, Jardim Fregadolli, Jardim Galeão, Jardim Ipanema, Jardim Leblon, Parque da Gávea e Parque Lagoa Dourada. | Zona Leste                |
| Itaipu                     | Itaipu I e II. | Zona Sul                  |
| Jardim América             | Conjunto Itatiaia, Conjunto Regente, Jardim América, Jardim Atlânta, Jardim Nova América, Parque Ibirapuera e Parque Industrial I e II. | Zona Leste                |
| Jardim Atami               | Jardim Atami | Zona Sul                  |
| Jardim Diamante            | Jardim Diamante e Recanto Kakogawa. | Zona Norte                |
| Jardim Espanha             | Jardim Espanha. | Zona Sul                  |
| Jardim Industrial          | Condomínio Residencial Hayashi, Jardim das Estações, Jardim Industrial e Residencial Bim. | Zona Sul                  |
| Jardim Itália              | Condomínio Vila Fontana, Jardim Botânico, Jardim Itália I, Jardim Itália II e Jardim São Conrado. | Zona Sul                  |
| Jardim Oriental            | Jardim Oriental | Zona Norte                |
| Jardim Paulista            | Jardim Novo Paulista, Jardim Paulista I, II, III e VI. | Zona Leste                |
| Jardim Universo            | Conjunto Ângelo Planas e Jardim Universo. | Zona Sul                  |
| Laranjeiras                | Laranjeiras. | Zona Norte                |
| Liberdade                  | Conjunto Karina, Conjunto Parigot de Souza, Jardim da Glória e Jardim Liberdade I, II, III e IV. | Zona Leste                |
| Mandacaru                  | Cidade Universitária, Condomínio Hannover, Conjunto Residencial Planville, Jardim Brasília, Jardim Canadá I e II, Jardim Carolina, Jardim Los Angeles, Jardim Lucianópolis, Jardim Mandacaru, Jardim Maravilha, Jardim Monte Belo, Jardim Monte Carlo, Jardim Petrópolis, Jardim Real, Jardim São Jorge, Jardim Seminário, Jardim Tropical, Loteamento Alto da Boa Vista, Núcleo Social Papa João XXIII, Residencial Moreschi, Vila Progresso, Vila Santa Izabel e Vila Vardelina. | Zona Norte                |
| Miosótis                   | Condomínio Favoretto, Condomínio Santa Maria, Condomínio Santa Marina, Condomínio Bela Vista, Conjunto Ana Lúcia e Estrada Miosótis. | Zona Norte                |
| Monte Rei                  | Monte Rei | Zona Norte                |
| Moradias Atenas            | Conjunto Maurílio Correia Pinho, Jardim Guairaçá e Moradias Atenas I e II. | Zona Oeste                |
| Ney Braga                  | Ney Braga | Zona Oeste                |
| Novo Horizonte             | Chácaras Assaí, Chácaras Paulista, Condomíno Recanto da Serra, Condomínio Villagio Bourbon, Jardim Cerro Azul, Jardim Itapuã, Jardim Novo Horizonte I, II, III, IV e V, Jardim Social, Jardim Tabaetê, Vila Cleópatra, Vila Emília e Vila Marumbi. | Zona Sul                  |
| Oásis                      | Jardim Novo Oásis e Jardim Oásis | Zona Norte                |
| Olímpico                   | Chácaras Estilo, Giardino San Marco, Jardim Aurora, Jardim Kosmos, Jardim Olímpico, Jardim Sofia, Loteamento Campo Belo e Residencial Arezzo. | Zona Oeste                |
| Ouro Cola                  | Ouro Cola | Zona Oeste                |
| Paris                      | Jardim Brasil, Jardim Império do Sol, Jardim Paris I, II, III, IV, V e VI, Jardim Santa Helena e Parque Paraízo. | Zona Norte                |
| Parque Avenida             | Jardim Tóquio, Parque Avenida e Parque Eldorado. | Zona Norte                |
| Parque Bandeirantes        | Cidade Industrial e Parque Industrial Bandeirantes I, II e III. | Zona Oeste                |
| Parque do Horto            | Ampliação da Zona 05, Condomínio Azaléia Park, Condomínio Horto Florestal, Condomínio Vinhedo, Jardim Azaléia e Parque do Horto. | Zona Sul                  |
| Parque Industrial          | Cidade Hanover, Copasa, Distrito Industrial II, Jardim Ivemar, Jardim Nilza, Parque dos Cerealistas, Parque Industrial, Parque Industrial Cocamar, Parque Industrial Mário Bulhões da Fonseca e Parque Industrial Sul. | Zona Sul                  |
| Pinheiros                  | Jardim Dourados, Jardim Pinheiros I, II e III e Jardim Santa Alice. | Zona Norte                |
| Portal das Torres          | Condomínio Ana Rosa, Condomínio Cidade Campo e Portal das Torres. | Zona Norte                |
| Rebouças                   | Condomínio Mandacaru, Jardim Ícaro I e II, Jardim Imperador, Jardim Pilar e Rebouças. | Zona Norte                |
| Recanto dos Magnatas       | Condomínio Aghata, Condomínio Plaza Espanha, Condomínio Vale do Sol, Jardim Higienópolis e Recanto dos Magnatas. | Zona Sul                  |
| Requião                    | Conjunto Guaiapó e Requião. | Zona Leste                |
| Santa Felicidade           | Conjunto João de Barro I, Residencial Pioneiro Honorato Vecchi e Santa Felicidade. | Zona Leste                |
| São Clemente               | Jardim São Basílio e São Clemente. | Zona Sul                  |
| São Domingos               | São Domingos. | Zona Oeste                |
| São Silvestre              | Condomínio Greenfields, Condomínio Parque Residencial Vitória Régia, Condomínio Residencial Villagio Treviso, Conjunto Habitacional Céu Azul, Conjunto Europa, Conjunto Porto Seguro I, Conjunto Porto Seguro II, Conjunto Prolar, Conjunto Sol Nascente, Jardim Catedral, Residencial Araucária e São Silvestre. | Zona Leste                |
| Sumaré                     | Sumaré. | Zona Norte                |
| Tarumã                     | Condomínio Mont Hermon, Jardim São Paulo, Parque Tarumã, Residencial Pioneiro Odwaldo Bueno Netto, Condominio Residencial Ataúlfo Alves e Residencial Tarumã. | Zona Leste                |
| Três Lagoas                | Três Lagoas. | Zona Oeste                |
| Tuiuti                     | Conjunto Branca Vieira, Conjunto Record, Conjunto Village Blue, Jardim São Francisco e Parque Residencial Tuiuti. | Zona Norte                |
| Venda Duzentos             | Condomínio de Chácaras Recanto dos Guerreiros, Condomínio Residencial Monte Alto, Parque Industrial Duzentos e Recanto dos Álamos. | Zona Norte                |
| Vila Bosque                | Jardim Anchieta e Vila Bosque. | Zona Sul                  |
| Vila Esperança             | Loteamento Cidade Jardim, Vila Esperança I, II e III e Vila Nevada. | Zona Norte                |
| Vila Morangueira           | Chácaras Morangueira, Conjunto Lea Leal, Jardim Castor, Jardim Tupinambá, Jardim Virginia, Parque Patrícia, Vila Morangueira e Vila Morangueirinha. | Zona Norte                |
| Vila Nova                  | Jardim Guararapes, Jardim Internorte, Km 120, Vila Cafelândia, Vila Ipiranga, Vila Nova, Vila Regina e Vila Ruth. | Zona Leste                |
| Vila Santo Antônio         | Vila Santo Antônio. | Zona Norte                |